# Лесные крапивники
Лесные крапивники (лат. Henicorhina) — род певчих птиц семейства крапивниковых (Troglodytidae). Распространены в Мексике, Центральной и Южной Америке. Родовое название представляет собой сочетание др.-греч. ἑνικος — «единственный» и др.-греч. ῥις — «ноздря».

## Описание
Лесные крапивники — маленькие птицы длиной от 10 до 15 см и массой от 13,5 до 17,7 г. Характеризуются короткими закруглёнными крыльями, крепкими ногами (цевка длиннее сложенного крыла), коротким хвостом и коротким клювом с загнутым кончиком.
Питаются преимущественно беспозвоночными.

## Виды
В состав рода включают пять видов:
- Henicorhina leucophrys (Tschudi, 1844) — Серогрудый лесной крапивник
- Henicorhina leucoptera Fitzpatrick, Terborgh & Willard, 1977 — Полосатокрылый лесной крапивник
- Henicorhina leucosticta (Cabanis, 1847) — Белогрудый лесной крапивник
- Henicorhina anachoreta Bangs, 1899
- Henicorhina negreti Salaman, Coopmans, Donegan, Mulligan, Cortés, Hilty & Ortega, 2003